# Pollyanna cresce
Pollyanna cresce (Pollyanna Grows Up) è un romanzo per bambini del 1915 di Eleanor H. Porter. È il primo dei molti sequel del best-selling della Porter, Pollyanna (1913), ma è l'unico scritto dalla stessa Porter; le numerose aggiunte successive al franchise di Pollyanna furono opera di altri autori. 

## Trama
Pollyanna, ora guarita dalla sua paralizzante lesione spinale, trascorre il suo tempo insegnando il "gioco felice" a New Town, e conosce una donna molto amareggiata dalla vita, la signora Carew, che è diventata così dal momento in cui il figlio di sua sorella, Jamie, era scomparso. Lungo la strada fa nuove amicizie, come Sadie e Jamie: Jamie è un genio letterario, di salute cagionevole, le cui gambe appassite lo costringono a fare affidamento ad una sedia a rotelle e a stampelle.
Sei anni dopo, la ventenne Pollyanna e sua zia si trovano in difficoltà. Dopo la morte del dottor Chilton, come mezzo per fare soldi, Pollyanna e sua zia sono costrette ad accogliere come pensionanti gli amici che Pollyanna aveva conosciuto sei anni prima. Tuttavia, ci sono molti scheletri in agguato negli armadi delle persone, che causano numerosi equivoci e molte rivelazioni, tra cui la storia del vecchio amico d'infanzia Jimmy Bean-Pendleton, rimasto da solo dopo la morte del padre adottivo.